# Reprezentacja Czarnogóry w piłce wodnej kobiet
Reprezentacja Czarnogóry w piłce wodnej kobiet – zespół, biorący udział w imieniu Czarnogóry w meczach i sportowych imprezach międzynarodowych w piłce wodnej, powoływany przez selekcjonera, w którym mogą występować wyłącznie zawodnicy posiadający obywatelstwo czarnogórskie. Za jej funkcjonowanie odpowiedzialny jest Czarnogórski Związek Pływacki i Piłki wodnej (VPSCG), który jest członkiem Międzynarodowej Federacji Pływackiej.